# Chloropsina mallochi
Chloropsina mallochi är en tvåvingeart som först beskrevs av Curtis W. Sabrosky 1955.  Chloropsina mallochi ingår i släktet Chloropsina och familjen fritflugor. Inga underarter finns listade i Catalogue of Life.